# Harrold, South Dakota
Harrold är en ort i Hughes County i South Dakota. Orten har fått sitt namn efter järnvägsfunktionären Harrold McCullough. Enligt 2020 års folkräkning hade Harrold 101 invånare.